# Tân Bì, Bình Đông

Vị trí tại Bình Đông

Tân Bì (tiếng Trung: 新埤鄉; bính âm: Xīnpí Xiāng) là một hương (xã) của huyện Bình Đông, tỉnh Đài Loan, Trung Hoa Dân Quốc (Đài Loan). Hương có diện tích 59,0102 km², dân số vào tháng 8 năm 2011 là 10.578 người thuộc 3.374 hộ gia đình, mật độ cư trú đạt 179,3 người/km².